# Liste des résolutions du Conseil de sécurité des Nations unies adoptées en 1972
Les résolutions du Conseil de sécurité des Nations unies sont les décisions qui sont votées par le Conseil de sécurité des Nations unies.
Une telle résolution est acceptée si au moins neuf des quinze membres (depuis le 17 décembre 1963, 11 membres avant cette date) votent en sa faveur et si aucun des membres permanents qui sont la Chine, les États-Unis, la France, le Royaume-Uni et l'Union soviétique (la Russie depuis 1991) n'émet de vote contre (qui est désigné couramment comme un veto).

## Résolutions 308 à 324
- Résolution 308 : demande de l'Organisation de l'unité africaine portant sur la tenue de réunions du Conseil de sécurité dans une capitale africaine (par. 2 résolution 2863 (XXVI) de l’A. G. ) (adoptée le 19 janvier 1972).
- Résolution 309 : la situation en Namibie (adoptée le 4 février 1972).
- Résolution 310 : la situation en Namibie (adoptée le 4 février 1972).
- Résolution 311 : question du conflit racial en Afrique du Sud résultant de la politique d'Apartheid du gouvernement de la République sud-africaine (adoptée le 4 février 1972).
- Résolution 312 : question relative aux territoires administrés par le Portugal (adoptée le 4 février 1972).
- Résolution 313 : la situation au Moyen-Orient (adoptée le 28 février 1972).
- Résolution 314 : la situation en Rhodésie du Sud (adoptée le 28 février 1972).
- Résolution 315 : la question de Chypre (adoptée le 15 juin 1972).
- Résolution 316 : actions militaires israéliennes (adoptée le 26 juin 1972).
- Résolution 317 : personnel militaire syrien et libanais (adoptée le 21 juillet 1972).
- Résolution 318 : sanctions contre la Rhodésie du Sud (adoptée le 28 juillet 1972).
- Résolution 319 : la situation en Namibie (adoptée le 1er août 1972).
- Résolution 320 : sanctions contre la Rhodésie du Sud (adoptée le 29 septembre 1972).
- Résolution 321 : plainte du Sénégal (adoptée le 23 octobre 1972).
- Résolution 322 : question concernant la situation des territoires sous administration portugaise (22 novembre 1972).
- Résolution 323 : la situation en Namibie (adoptée le 6 décembre 1972).
- Résolution 324 : la question de Chypre (adoptée le 12 décembre 1972).